# Grupo de exércitos

Símbolo tático de um grupo de exércitos da OTAN.

O grupo de exércitos é a maior unidade militar de campanha das forças terrestres. Resulta do agrupamento, sob o mesmo comando, de dois ou mais exércitos e outras unidades especiais, com o objetivo de empreender uma ação militar em grande escala numa determinada região geográfica. O efetivo de um grupo de exércitos pode variar muito, indo dos 200 000 soldados aos mais de um milhão. O seu comando é atribuído a um oficial general de alta patente, frequentemente com o posto de marechal.
A criação do grupo de exércitos ocorreu para facilitar a coordenação dos enormes exércitos de massas do início do século XX. Ao invés de dez ou mais exércitos em operações subordinados diretamente ao estado-maior central de um exército nacional, os mesmos são divididos por vários grupos de exércitos. O comando de cada grupo de exércitos passa a preocupar-se com as questões táticas operacionais, deixando essa preocupação de sobrecarregar o estado-maior central que passa assim a estar mais livre para dar atenção às questões logísticas e estratégicas.
Hoje em dia, o grupo de exércitos constitui uma grande unidade mais teórica do que real. A tendência dos exércitos reduzirem os seus efetivos fez com que os grupos de exércitos tendam a desaparecer. Atualmente, a maioria das forças armadas do mundo tem um efetivo global inferior ao de um único grupo de exércitos de tamanho médio da Primeira ou Segunda Guerra Mundial. Operações que, no passado, eram realizadas com um ou mais grupos de exércitos, são hoje realizadas com forças de efetivo muito menor. Um bom exemplo foi a Invasão do Iraque em 2003, na qual as forças terrestres empenhadas pela Coligação corresponderam aproximadamente às de pouco mais que um simples corpo de exército.

## História

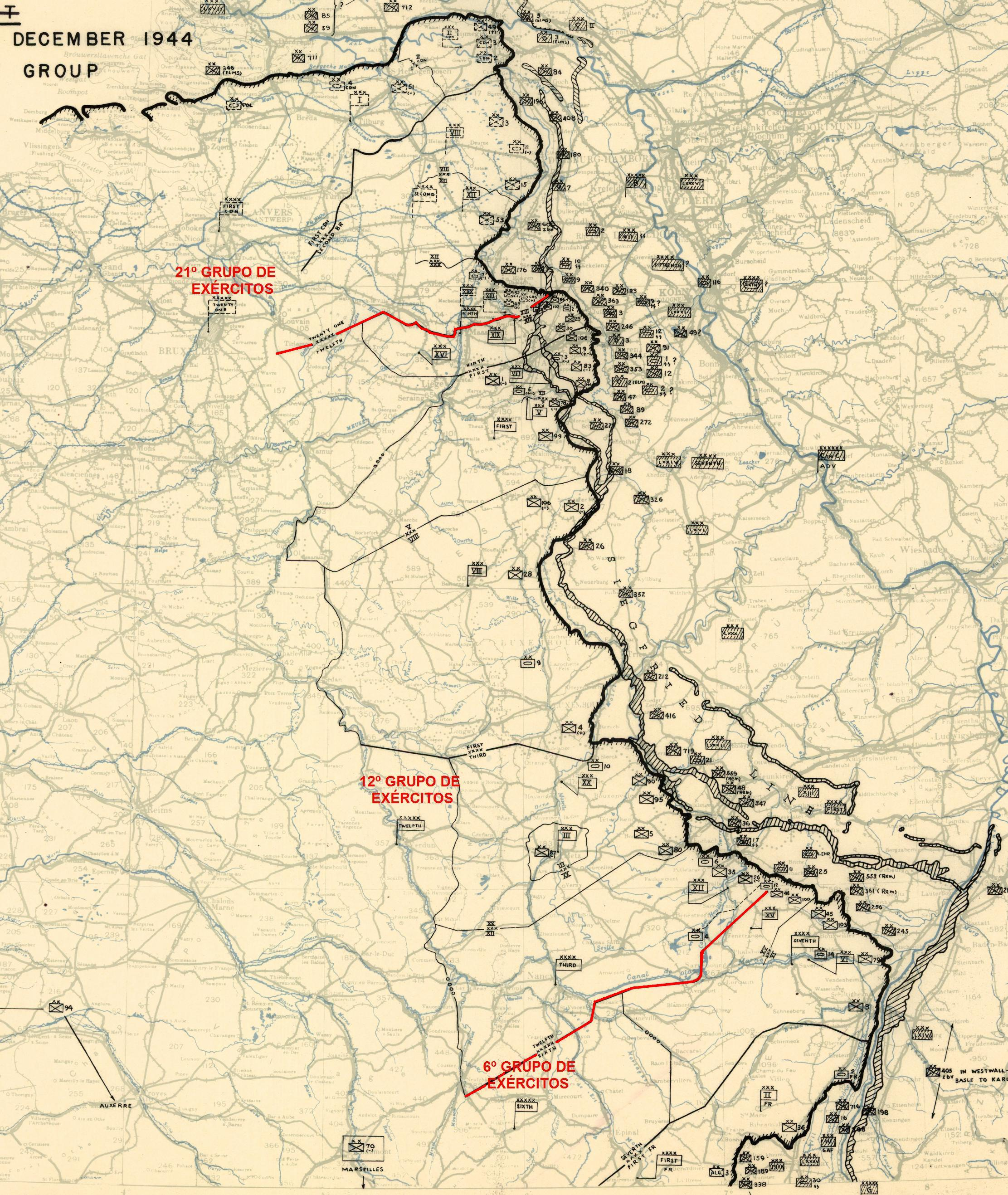
Grupos de Exércitos Aliados (de cima para baixo: 21º Britânico, 12º Americano e 6º Americano) na Europa em dezembro de 1944

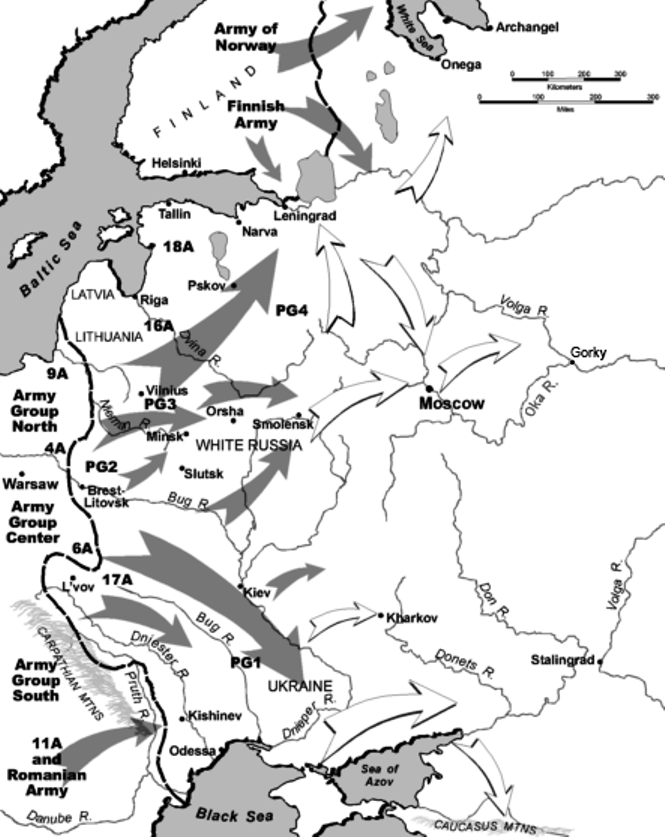
Grupos de Exércitos Alemães (Norte, Centro e Sul) na Operação Barbarossa

### Antecedentes
Já em alguns grandes conflitos do século XIX, como foi o caso da Guerra Civil Americana, ocasionalmente foram agrupados vários exércitos separados sob o mesmo comando para a realização de grandes operações militares. Contudo, esses agrupamentos geralmente não foram referidos como "grupos de exércitos", bem como dispunham de efetivos muito menores que os dos grupos de exércitos que viriam a ser formados nos grandes conflitos do século XX.

### Primeira Guerra Mundial
O grupo de exércitos apareceu durante a Primeira Guerra Mundial, conflito em que os exércitos participantes atingiram as maiores dimensões de sempre, com milhões de efetivos mobilizados. Os Alemães criaram cinco grupos de exércitos na Frente Ocidental e oito na Frente Oriental. Cada grupo de exércitos alemão era designado pelo nome do seu comandante. Os grupos de exércitos foram também utilizados pelos Aliados na Frente Ocidental, bem como pelos Russos e Otomanos. Algumas grandes formações aliadas, como a Força Expedicionária Britânica e as Forças Expedicionárias Americanas, apesar de nunca terem tido essa designação, acabaram por atingir o escalão de grupo de exércitos, com vários exércitos sob o seu controlo. Por sua vez, os Japoneses formaram os chamados "exércitos gerais", equivalentes aos grupos de exércitos ocidentais.

### Segunda Guerra Mundial
Durante a Segunda Guerra Mundial, o método de dividir as forças armadas em grupos de exércitos foi aplicado com sucesso pelos  Alemães na invasão da Polônia, em 1939. Com os grupos de exércitos Norte e Sul, os Alemães foram capazes de articular melhor suas forças e derrotar as tropas polonesas em apenas três semanas. Na invasão da França, os Alemães dividiram suas 150 divisões em três grupos de exércitos (A, B e C), cada um com uma região e com um objetivo determinado. Ao norte, o Grupo de Exércitos B combateria na Bélgica; ao sul, o Grupo de Exércitos A, o maior de todos, teria por objetivo invadir a França pelas Ardenas e cercar as forças aliadas estacionadas nos Países Baixos e o Grupo de Exércitos C teria por objetivo atacar a Linha Maginot. Na Rússia deu-se a mesma divisão, com três grupos de exércitos (Norte, Centro e Sul), cada um com uma região definida. Os Soviéticos, por sua vez, também dividiam suas tropas em grupos de exércitos, mas com a denominação de "frentes".
Os Aliados dividiram suas forças em grupos de exércitos, só que com a diferença de que eles não ficavam subordinados ao estado-maior de seus países e sim ao Supremo Quartel General das Forças Expedicionárias Aliadas (SHAEF, em inglês), que congregava representantes de todos os países combatentes e coordenava as forças francesas, polonesas, canadenses, britânicas norte-americanas. Ao todo, foram formados quatro grupos de exércitos (três na França e um na Itália), que lutaram na libertação França e, depois, na Alemanha.

### Guerra Fria
Durante a Guerra Fria, as forças terrestres da OTAN na designada "Região Central" (correspondendo à maioria do território da Alemanha Ocidental) deveriam ser comandadas, em caso de guerra, por dois grupos de exércitos designados "Grupo de Exércitos do Norte (NORTHAG)" e "Grupo de Exércitos Central (CENTAG)". Subordinadas ao AFCENT (Comando das Forças Aliadas na Europa Central) e em conjunto com elementos das forças aéreas, os dois grupos de exércitos seriam responsáveis pela defesa da Alemanha Ocidental contra uma invasão das forças do Pacto de Varsóvia. Em tempo de paz, os comandantes dos grupos de exércitos tinham uma autoridade muito limitada, com os aspetos da instrução, doutrina, logística e regras de empenhamento a constituirem responsabilidades dos exércitos nacionais e não tanto da Aliança.
Por padrões das Primeira e Segunda Guerra Mundial, o NORTHAG e o CENTAG eram apenas unidades de escalão exército, uma vez que continham quatro corpos de exército cada um, sem nenhum escalão intermédio. Os dois grupos de exército incluiam um total de três corpos de exército alemães ocidentais, dois norte-americanos, um britânico, um belga e um neerlandês. Na sequência do Novo Conceito Estratégico da OTAN lançado em novembro de 1991, os dois grupos de exércitos foram desativados em 1993.

## Ver Também
- Ordem de Batalha (Linha Gótica) de Grupos de Exércitos.